# Конференція в Бандунзі

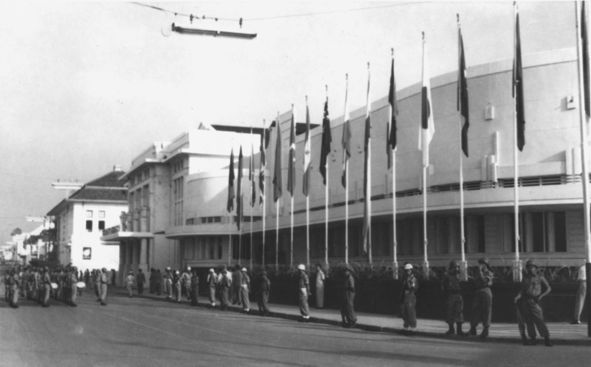
Місце проведення конференції, знімок 1955 року.

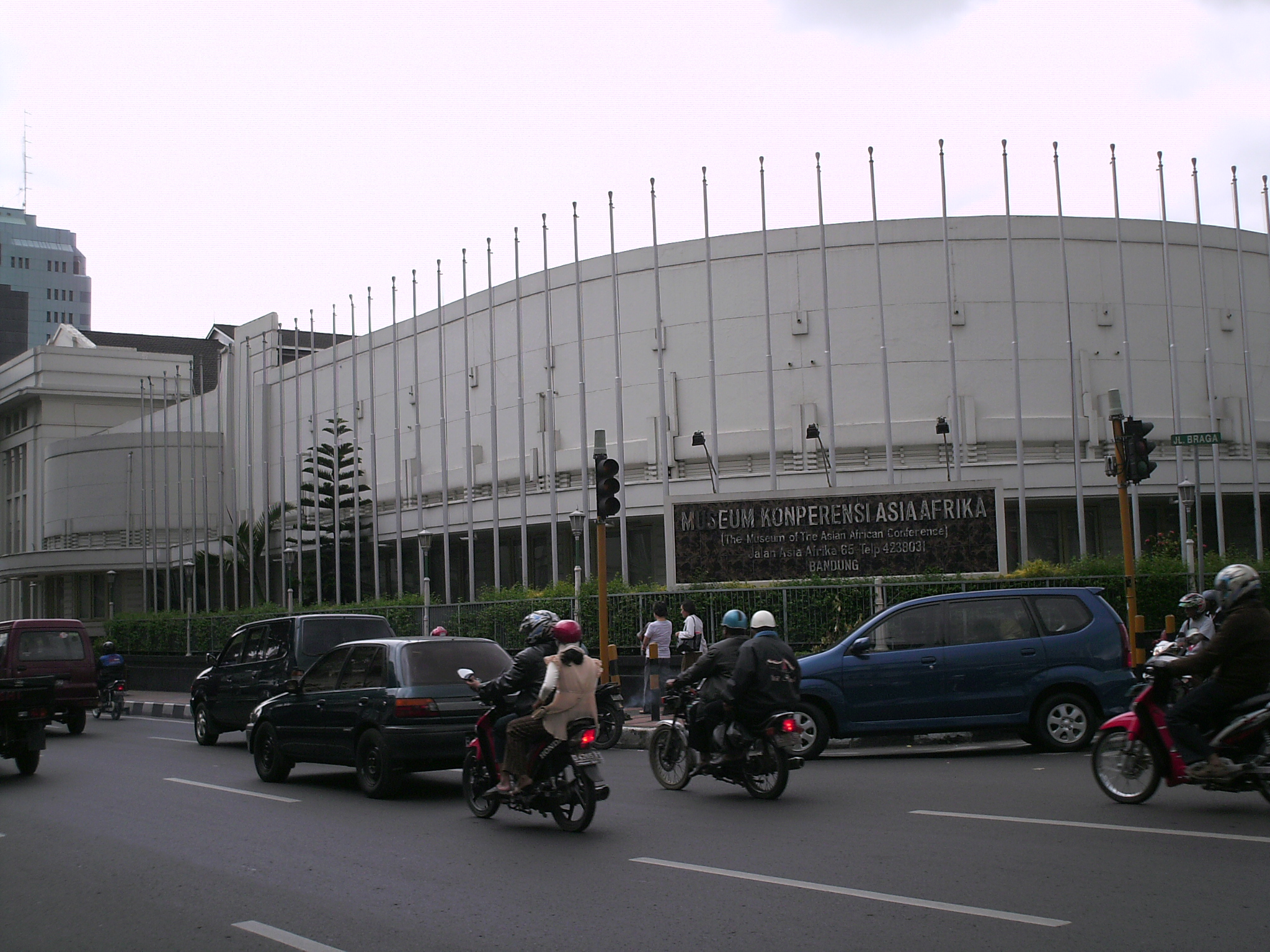
Тепер ця будівля є музеєм конференції, знімок 2007 року.

Конференція в Бандунзі (англ. Asian–African Conference, фр. Conférence de Bandung) — зустріч представників азійських та африканських держав, що на час проведення конференції недавно отримали незалежність; конференція відбулася 18-24 квітня 1955 року в індонезійському місті Бандунзі. Двадцять дев'ять країн-учасниць представляли бл. чверті поверхні Землі населенням бл. 1.5 млрд осіб. Організаторами виступили Індонезія, Бірма, Пакистан, Цейлон та Індія; координатором був Руслан Абдулгані, генеральний секретар МЗС Індонезії.
Метою конференції було налагодження економічної та культурної співпраці афро-азійських країн на противагу колоніалізму та неоколоніалізму США та СРСР у Холодній війні, а також будь-яким іншим імперіалістичним державам. Конференція було важливим кроком у напрямку зародження Руху неприєднання.

## Результат
Підсумковий документ, який доповнив п'ять принципів мирного співіснування («Панча шила»), містив 10 принципів мирного співіснування та міжнародних відносин:
1. Повага до прав людини, принципів і цілей Статуту ООН.
2. Повага до територіальної цілісності.
3. Визнання рівності всіх рас і націй.
4. Відмова від інтервенції і втручання у внутрішні справи інших держав.
5. Повага до права кожної держави на індивідуальну та колективну оборону відповідно до Статуту ООН.
6. Відмова від використання угод про колективну оборону в приватних інтересах будь-якої з великих держав і від надання натиску на інші країни.
7. Відмова від агресії проти територіальної цілісності чи політичної незалежності.
8. Врегулювання міжнародних суперечок мирним шляхом.
9. Сприяння взаємним інтересам і співпраці.
10. Повага до справедливості та міжнародних зобов'язань.[2]

Внаслідок конференції було створено єдино фронт народів Азії та Африки. Узгодженою платформою конференції став антиімперіалізм та антиколоніалізм.

## Учасники
Двадцять дев'ять незалежних країн представляли більш ніж половину населення Землі. В'єтнам представляли дві делегації — Півдня та Півночі. Обидві Кореї не запрошували, щоб уникнути чергової дипломатичної сутички двох ворогуючих таборів. Також не запросили Ізраїль через ставлення до нього мусульманської спільноти, Південну Африканську Республіку, що залишалась оплотом колоніалізму та Монголію, щоб тільки Китайська Народна Республіка не відмовилась від участі.
Країни-учасники:
- Афганістан
- Бірма
- Ефіопія
- Єгипет

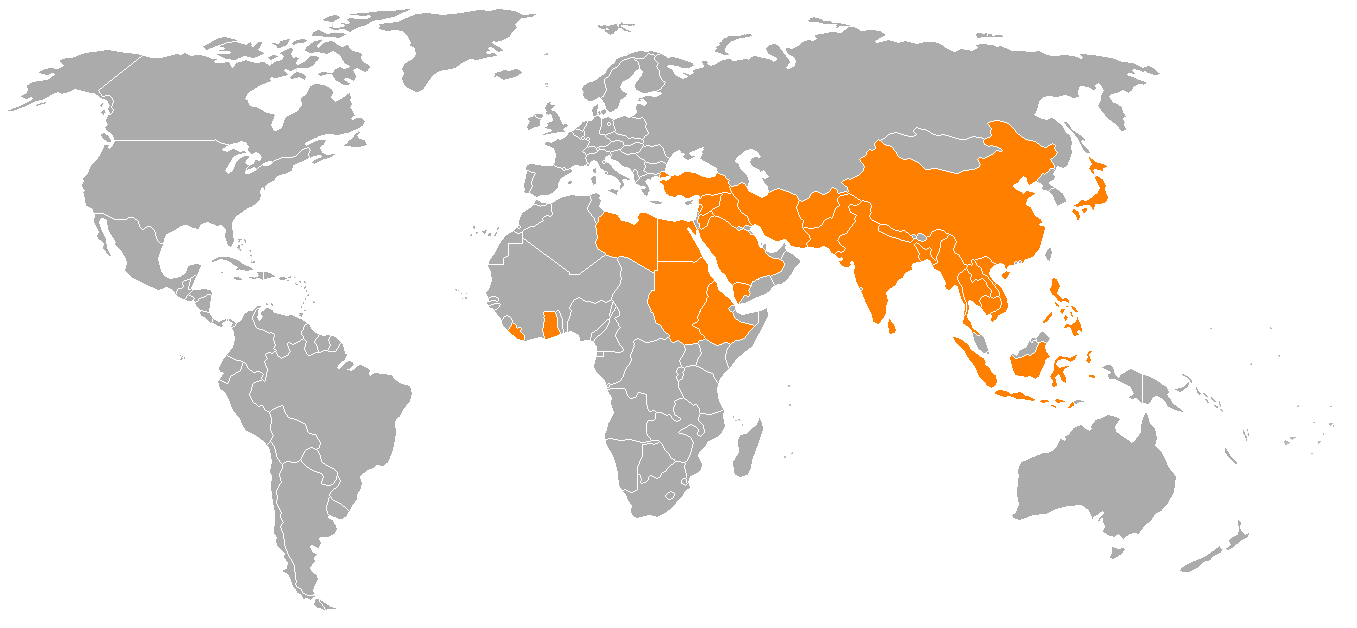
Країни, що були представлені на Конференції у Бандунзі 1955 року.

Учасники Руху неприєднання станом на 2007 рік. Світло-синім кольором позначено спостерігачів.

- Єменське Мутаваккілітське Королівство
- Індія
- Індонезія
- Ірак
- Іран
- Йорданія
- Камбоджа
- Китайська Народна Республіка
- Кіпр1
- Лаос
- Ліберія
- Ліван
- Лівія
- Непал
- Пакистан
- Саудівська Аравія
- Сирія
- Судан
- Таїланд
- Туреччина
- Філіппіни
- Цейлон
- Японія
- Демократична Республіка В'єтнам
- Республіка В'єтнам

1 На момент конференції Кіпр вам статус колонії Великої Британії. За два тижні до початку конференції грецькі націоналісти почали бойові дії проти британської колоніальної адміністрації Кіпру. Політичний лідер повстанців, архієпископ Макаріос III відвідав конференцію задля пошуку політичних союзників та здійснення тиску на Британію задля повалення колоніального правління. Незалежність Кіпр  отримав лише за 5 років потому, у 1960 році.